# Aérodrome de Koutiala
L'aérodrome de Koutiala est une piste d'atterrissage desservant Koutiala au Mali, situé à 5 kilomètres au sud-est du centre-ville.
La piste est mal définie ; sa longueur se situe entre les derniers marqueurs visibles et est approximative.